# 賓陽戰鬥 (抗日戰爭)
賓陽戰鬥發生於1940年1月25日－2月5日，地點則是在中國桂南宾阳县一帶。是抗日戰爭桂南会战主要戰鬥之一，交戰一方為國民革命軍，另一方則為日軍。
1939年底，国军和日军开展桂南会战。1940年2月2日，宾阳县失守。同日，甘棠失守。2月3日，昆仑关失守。